# Nihošovice
Nihošovice è un comune della Repubblica Ceca facente parte del distretto di Strakonice, in Boemia Meridionale.

## Galleria d'immagini

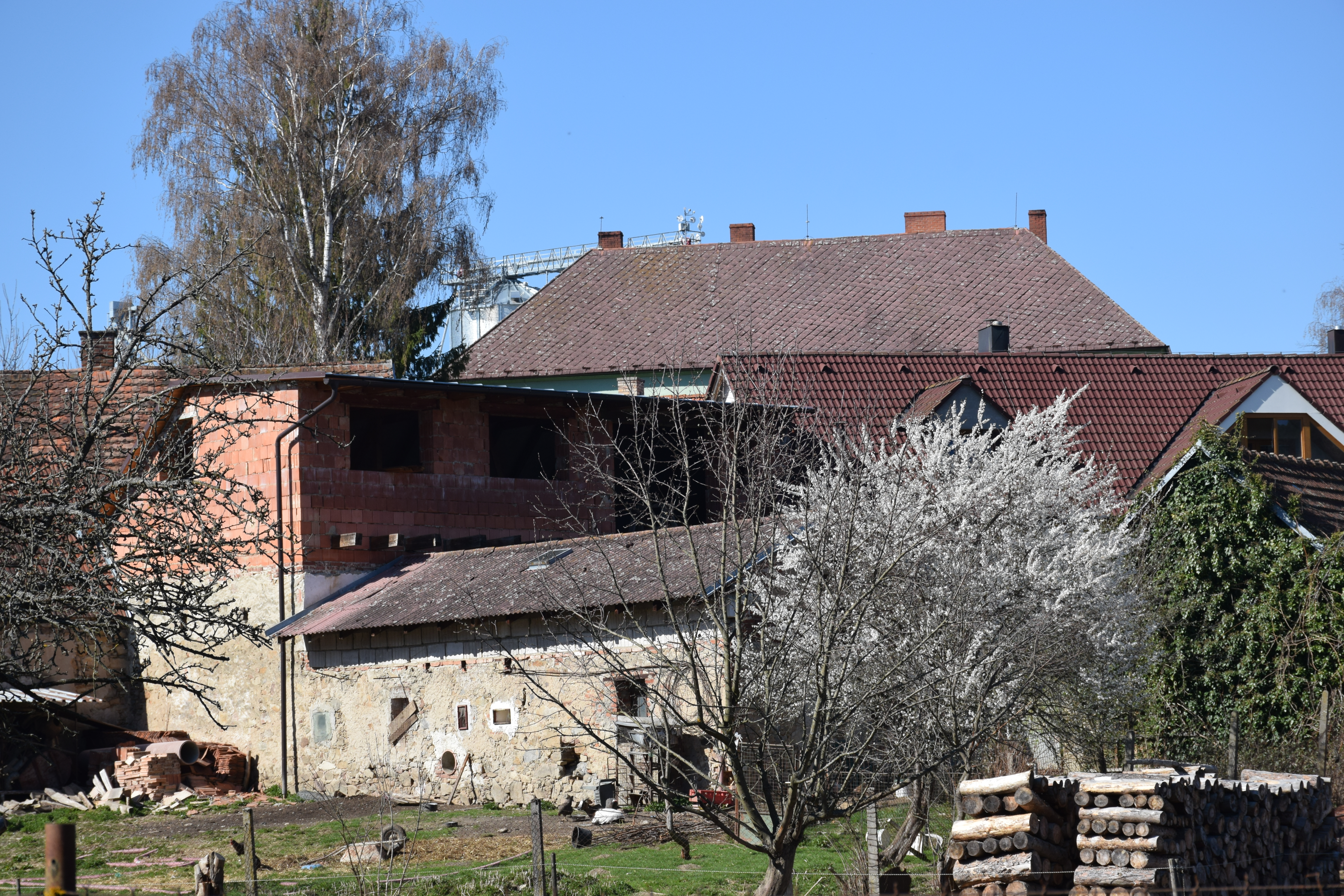
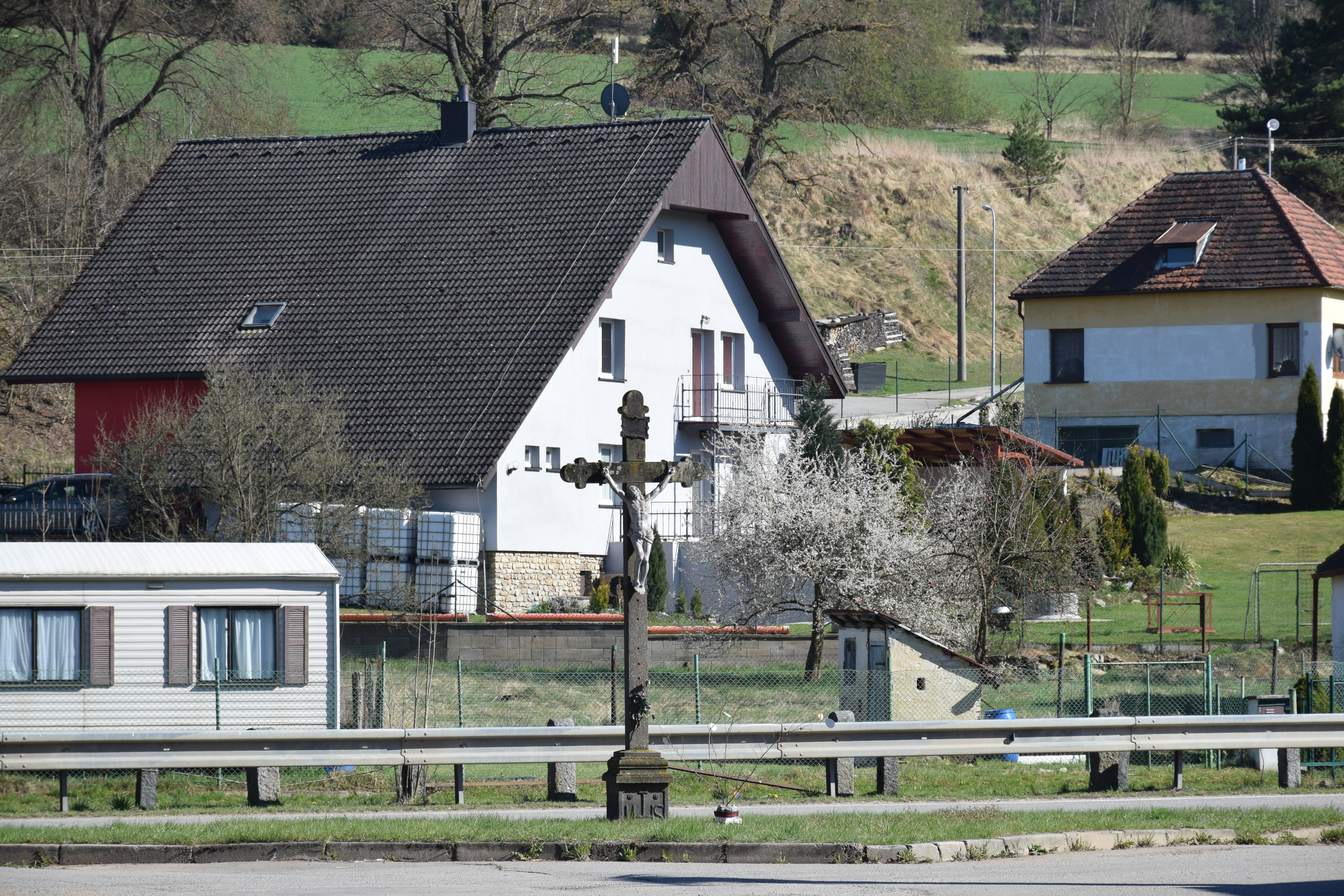
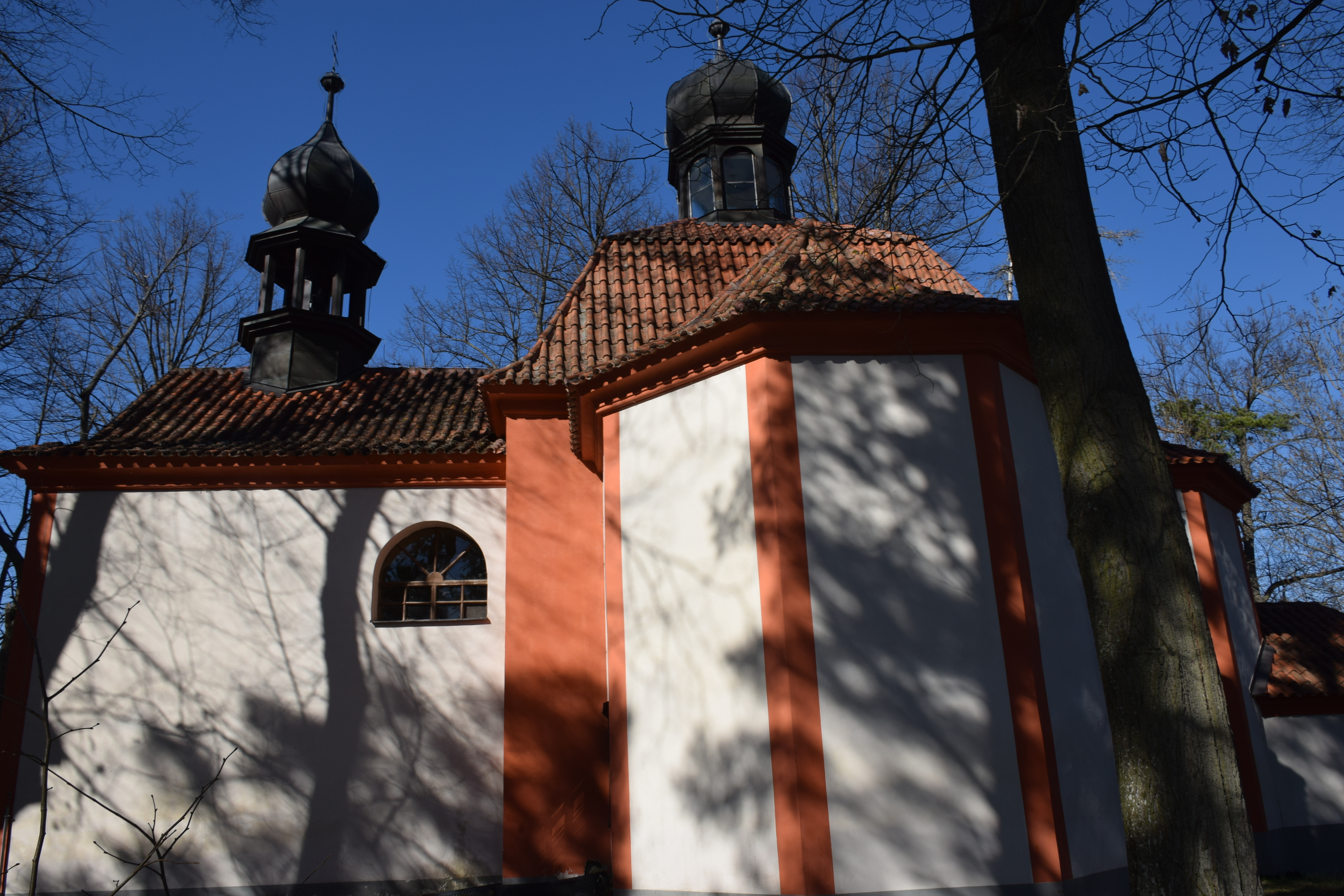